# Coppa Italia 2021-2022 (calcio a 5)
La Coppa Italia 2021-2022 è stata la 37ª edizione assoluta della manifestazione e la 19ª disputata con la formula final eight. La partecipazione alla competizione era riservata alle prime 8 formazioni al termine del girone d'andata. La Final Eight si è svolta tra il 24 e il 27 marzo presso la Sky Emilia-Romagna Arena di Salsomaggiore Terme.

## Formula
Il torneo è stato disputato dalle prime 8 formazioni al termine del girone d'andata di Serie A, con la formula di Final Eight presso la Sky Emilia-Romagna Arena di Salsomaggiore Terme.

### Regolamento
Le gare si sono svolte con formula a eliminazione diretta. In caso di parità al termine dei tempi regolamentari nelle sfide dei quarti e delle semifinali si sarebbero svolti direttamente i tiri di rigore, mentre nella finale, in tal caso, si sarebbe prima passati da due tempi supplementari.

## Squadre qualificate
Erano iscritte d'ufficio le società classificatesi ai primi otto posti del girone di andata del campionato nazionale di Serie A. Il detentore del trofeo era l'Italservice, mentre il Pescara era la squadra a essersi aggiudicata il maggiore numero di edizioni (3) tra le partecipanti.

### Sorteggio
Il sorteggio ha avuto luogo intorno alle 19 del 5 marzo 2022, durante l'intervallo di Meta-FF Napoli.

Le squadre sono state divise in 4 urne: nel primo turno le squadre dell'urna A incontreranno quelle dell'urna D e quelle dell'urna B si sfideranno con quelle dell'urna C.
| Partecipanti |             |        |              |        |           |        |                   |
| Urna A       | Urna A      | Urna B | Urna B       | Urna C | Urna C    | Urna D | Urna D            |
| 1            | Petrarca    | 3      | Olimpus Roma | 5      | FF Napoli | 7      | Ciampino          |
| 2            | Italservice | 4      | C.M.B.       | 6      | Pescara   | 8      | Real San Giuseppe |

## Tabellone
|  | Quarti di finale | Quarti di finale  | Quarti di finale |              |              | Semifinali   | Semifinali | Semifinali |  |  | Finale | Finale | Finale |  |
|  |                  |                   |                  |              |              |              |            |            |  |  |        |        |        |  |
|  | 1                | Petrarca          | 3                |              |              |              |            |            |  |  |        |        |        |  |
|  | 1                | Petrarca          | 3                |              |              |              |            |            |  |  |        |        |        |  |
|  | 8                | Real San Giuseppe | 0                |              |              |              |            |            |  |  |        |        |        |  |
|  | 8                | Real San Giuseppe | 0                |              | Petrarca     | Petrarca     | 2          |            |  |  |        |        |        |  |
|  |                  |                   |                  |              | Petrarca     | Petrarca     | 2          |            |  |  |        |        |        |  |
|  |                  |                   | Olimpus Roma     | Olimpus Roma | 3            |              |            |            |  |  |        |        |        |  |
|  | 3                | Olimpus Roma      | Olimpus Roma     | Olimpus Roma | 3            | 4            |            |            |  |  |        |        |        |  |
|  | 3                | Olimpus Roma      |                  |              |              |              |            |            |  |  |        |        |        |  |
|  | 5                | Napoli            | 3                |              |              |              |            |            |  |  |        |        |        |  |
|  | 5                | Napoli            | 3                |              | Olimpus Roma | Olimpus Roma | 1          |            |  |  |        |        |        |  |
|  |                  |                   |                  |              |              |              |            |            |  |  |        |        |        |  |
|  |                  |                   | Italservice      | Italservice  | 2            |              |            |            |  |  |        |        |        |  |
|  | 4                | C.M.B.            | Italservice      | Italservice  | 2            | 4            |            |            |  |  |        |        |        |  |
|  | 4                | C.M.B.            |                  |              |              |              |            |            |  |  |        |        |        |  |
|  | 6                | Pescara           | 3                |              |              |              |            |            |  |  |        |        |        |  |
|  | 6                | Pescara           | 3                |              | C.M.B.       | C.M.B.       | 0          |            |  |  |        |        |        |  |
|  |                  |                   |                  |              | C.M.B.       | C.M.B.       | 0          |            |  |  |        |        |        |  |
|  |                  |                   | Italservice      | Italservice  | 2            |              |            |            |  |  |        |        |        |  |
|  | 2                | Italservice       | Italservice      | Italservice  | 2            | 4            |            |            |  |  |        |        |        |  |
|  | 2                | Italservice       |                  |              |              |              |            |            |  |  |        |        |        |  |
|  | 7                | Ciampino          | 0                |              |              |              |            |            |  |  |        |        |        |  |

### Risultati

#### Quarti di finale
| Arbitri: | Simone Micciulla (Roma 2) Alex Iannuzzi (Roma 1) Fabiano Maragno (Bologna) |
| Crono:   | Daniele Intoppa (Roma 2)                                                   |

|                                                   |           |  |
| Parrel 26'07'’ Jefferson 38'04'’ V. Mello 39'07'’ | Marcatori |  |

| Arbitri: | Simone Zanfino (Agropoli) Paolo De Lorenzo (Brindisi) Davide De Ninno (Varese) |
| Crono:   | Vincenzo Cannistrà (Catanzaro)                                                 |

|                                                    |           |                                                        |
| Tres 20'31'’, 39'33'’ Caio Junior 26'03'’, 31'01'’ | Marcatori | 7'45'’ Fortino 36'14'’ Turmena 39'42'’ (aut.) Bagatini |

| Arbitri: | Giovanni Beneduce (Nola) Simone Pisani (Aprilia) Daniel Borgo (Schio) |
| Crono:   | Salvatore Minichini (Ercolano)                                        |

|                                                        |           |                                       |
| Basile 0'10'’, 1'06'’ Pulvirenti 0'33'’ Santos 22'16'’ | Marcatori | 19'33'’, 24'42'’ Coco 36'30'’ Morgado |

| Arbitri: | Nicola Acquafredda (Molfetta) Fabio Rocco De Pasquale (Marsala) Elena Lunardi (Padova) |
| Crono:   | Luca Petrillo (Catanzaro)                                                              |

|                                                                       |           |  |
| Ja. Salas 4'17'’ Honorio 7'28'’ Cuzzolino 16'12'’ De Oliveira 19'20'’ | Marcatori |  |

#### Semifinali
| Arbitri: | Chiara Perona (Biella) Lorenzo Di Guilmi (Vasto) Dario Di Nicola (Pescara) |
| Crono:   | Fabio Pozzobon (Treviso)                                                   |

|                                     |           |                                                             |
| Kaká 15'45'’ Rafinha Novaes 18'40'’ | Marcatori | 3'07'’ (aut.) V. Mello 16'27'’ Bagatini 16'52'’ Caio Junior |

| Arbitri: | Giovanni Zannola (Ostia Lido) Michele Ronca (Rovigo) Alessandro Ribaudo (Roma 2) |
| Crono:   | Massimo Tariciotti (Ciampino)                                                    |

|  |           |                              |
|  | Marcatori | 22'13'’ Bolo 38'43'’ Taborda |

#### Finale
| Arbitri: | Dario Pezzuto (Lecce) Nicola Maria Manzione (Salerno) Vincenzo Sgueglia (Civitavecchia) |
| Crono:   | Marco Moro (Latina)                                                                     |

| |            | |
| Dimas 36'01'’ | Marcatori  | 39'05'’ Borruto 39'39'’ Taborda |
| · Daniele Ducci 13 · Antonio Bagatini 14 · 9'13'’ Rudinei Tres 3 · Douglas Nicolodi 21 · Marcelinho 19 · William Giammarile 12 · Fabio Tondi 22 · Simone Achilli 8 · Mateus Garcia 16 · Alessio Di Eugenio 23 · Rafael Rizzi 27 · Dimas 77 · Angelo Schininà 88 · 33'31'’, 39'22'’Caio Junior 99 | Formazioni | · 6 Carlos Espíndola · 5 Felipe Tonidandel 13'31'’ · 11 Mauro Canal · 17 Leandro Cuzzolino · 18 Júlio De Oliveira · 12 Tommaso Vesprini · 27 Manuel Cianni · 2 Giuseppe Melise · 3 Abdellah Tazine · 8 Javier Adolfo Salas · 10 Cristian Borruto · 14 Pablo Taborda · 15 Omar Obbar · 77 Massimo De Luca |
| Daniele D'Orto | Allenatori | Fulvio Colini |

## Classifica marcatori
| Gol |  |  | Giocatore       | Squadra      |
| --- |  |  | --------------- | ------------ |
| 3   |  |  | Caio Junior     | Olimpus Roma |
| 2   |  |  | Rudinei Tres    | Olimpus Roma |
| 2   |  |  | Santiago Basile | C.M.B.       |
| 2   |  |  | Wellington Coco | Pescara      |
| 2   |  |  | Pablo Taborda   | Italservice  |

| Gol |  |  | Giocatore                 | Squadra      |
| --- |  |  | ------------------------- | ------------ |
| 1   |  |  | Parrel                    | Petrarca     |
| 1   |  |  | Jefferson Gomes Pessoa    | Petrarca     |
| 1   |  |  | Victor Mello              | Petrarca     |
| 1   |  |  | Rodolfo Fortino           | Napoli       |
| 1   |  |  | Luis Felipe Naibo Turmena | Napoli       |
| 1   |  |  | Giovanni Pulvirenti       | C.M.B.       |
| 1   |  |  | Andrés Santos             | C.M.B.       |
| 1   |  |  | Eduardo Morgado           | Pescara      |
| 1   |  |  | Javier Adolfo Salas       | Italservice  |
| 1   |  |  | Humberto Honorio          | Italservice  |
| 1   |  |  | Leandro Cuzzolino         | Italservice  |
| 1   |  |  | Júlio De Oliveira         | Italservice  |
| 1   |  |  | Kaká                      | Petrarca     |
| 1   |  |  | Antonio Bagatini          | Olimpus Roma |
| 1   |  |  | Rafinha Novaes            | Petrarca     |
| 1   |  |  | Lucas Bolo                | Italservice  |
| 1   |  |  | Dimas                     | Olimpus Roma |
| 1   |  |  | Cristian Borruto          | Italservice  |